# Olm (Luxembourg)
Pour les articles homonymes, voir Olm.
Olm (luxembourgeois : Ollem) est une section de la commune luxembourgeoise de Kehlen située dans le canton de Capellen.
Olm est un petit village typique luxembourgeois et sa particularité est que 80 % de la population vit dans la Cité Kurt qui ne fut construite qu'au cours des années 1970-80. La population d’Olm n’est montée de quelque 300 habitants à plus de 1 400 que depuis ces dernières années, car Olm est composé du vieux village et de cette nouvelle cité partagée avec Capellen.